# Christoph Ludwig Fehre
Christoph Ludwig Fehre, född 18 januari 1718 i Zehren, död 28 oktober 1772 i Dresden, var en tysk kompositör och organist. Fehre var under lång tid relativt okänd, men musikvetenskapen har sedan slutet av 1900-talet börjat visa honom visst intresse. Detta torde delvis bero på att den komiska så kallade Skolmästarkantaten nu tillskrivits honom. Denna komposition var tidigare känd som ett verk av Georg Philipp Telemann.

## Biografi
Som barn gick Fehre på Lyceum i Chemnitz. Han erhöll då även musikundervisning av sin farbror Johann Christian Gerstner (1675–1753). Från 1727 till 1734 gick han på Annenschule i Dresden. År 1742 sökte han utan framgång tjänsten som organist vid Frauenkirche i Dresden. 1757 fick han dock en fast tjänst som organist vid Annenkirche i Dresden. Efter att denna kyrka förstörts 1760 under det så kallade sjuårskriget flyttades verksamheten tillfälligt till Bartholomäuskirche och i valmålarsalen på Ostra-Allee fram till 1769. Från och med den 8 oktober 1769 fick han åter leda kyrkomusiken vid invigningen av den nybyggda Annenkirche.
Fehres bror David Augustin Fehre (född 13 oktober 1715 i Zehren, död november 1779 i Mitau) var cembalist och från 1739 musikledare för hovkapellet i Mitau.

## Verk
- Passionsoratorium (1748) [6]
- Flera kantater (bevarade som manuskript, bland annat i SLUB Dresden och Berlins statsbibliotek)

### "Skolmästarkantaten"

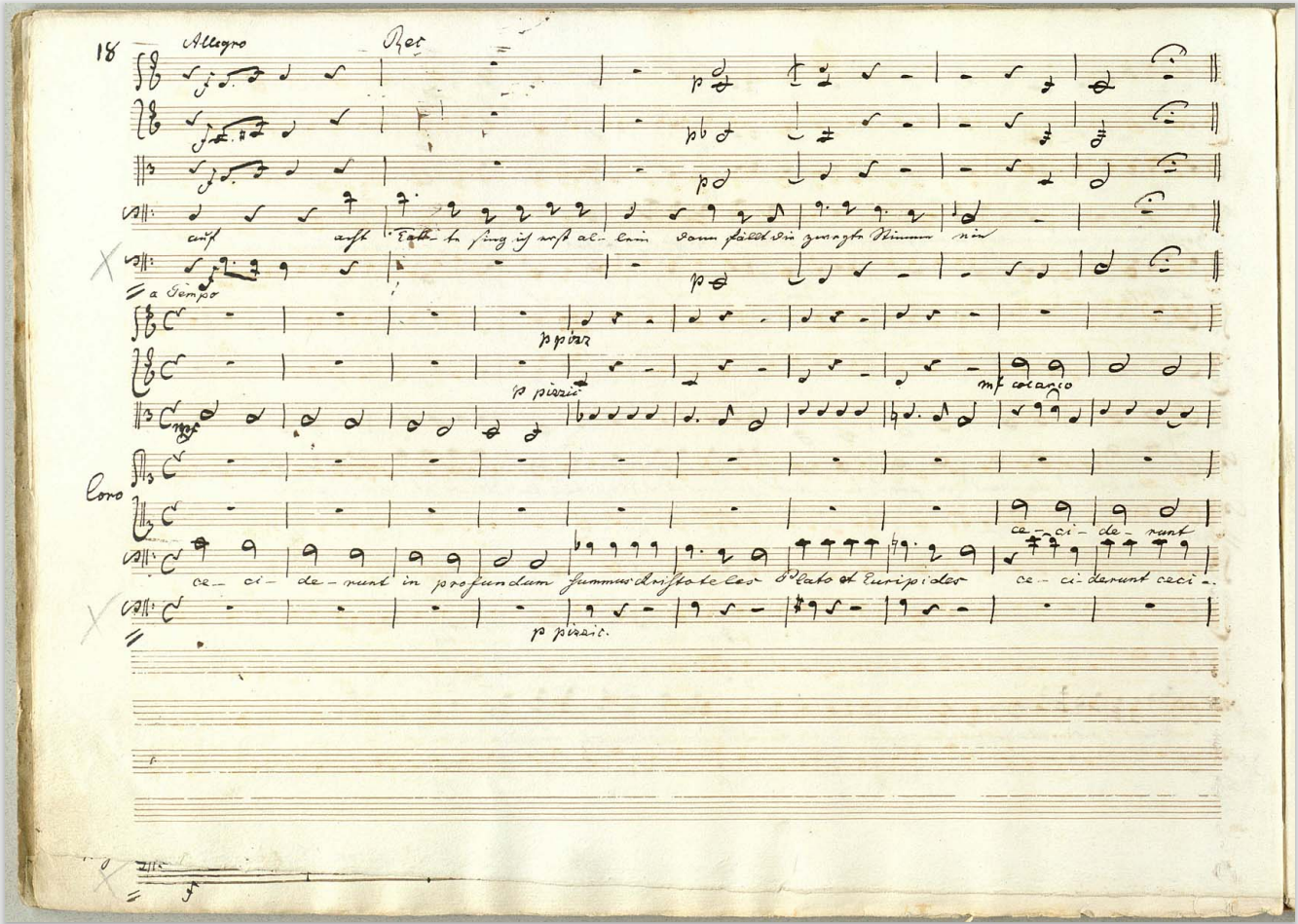
Sida 18 ur manuskript till Georg Ludwig Fehres kantat "der Schulmeister" från 1751.

Fehres kantat Skolmästaren i Sångskolan för bas, gosskör och orkester ansågs fram till 1995 vara ett verk av Georg Philipp Telemann (med verkförteckningsnummer TWV 20:57). Detta är fortfarande ett relativt populärt stycke att framföra i skolor, främst i Tyskland. Den förste att ifrågasätta Telemann som kompositör till verket var Hellmuth Christian Wolff, 1981 Detta kunde sedermera bekräftas av Hans-Joachim Schulze 1995. Styckets incipit förekommer i ett appendix till Breitkopf -katalogen 1768, under Fehres namn.
Kantaten är för den svenska samtida publiken indirekt känd genom refrängen till Magnus Ugglas hitlåt "Fula gubbar" från 1986, vilken använder en del ur arian "Ceciderunt in profundum" som refräng.
Skolmästarkantaten framfördes första gången i juli 1751 som en hyllning till Johann Christian Gerstner, vilken då firade 50 år inom läraryrket. Kompositionen finns endast bevarad som ett instrumentalt arrangemang av Christoph Ernst Friedrich Weyse (1774–1842). Ett modernt arrangemang av Fritz Stein används fortfarande i skolor idag.  

## Webblänkar
- Litteratur rörande Christoph Ludwig Fehre i Deutsche Nationalbibliotheks katalog
- Fria noter av Christoph Ludwig Fehre, på IMSLP